# Moseeg
Moseeg er egetræ, der har ligget i en mose i mange år og dermed er blevet sortbrunt eller næsten helt sort. Det er normalt ikke hårdt i mosen, men når det tørrer, falder træet sammen og bliver hårdt. Forandringerne skyldes dels, at garvesyren i træet er gået i forbindelse med jernsalte i mosevandet, dels at en del af træets træstof er gået i opløsning, så cellerne falder sammen ved tørringen.
Moseeg er normalt også betragtet som et meget fint materiale – især til f.eks. gulve. De 1900-årige egepæle fra Cæsars Rhinbro ved Mainz er under navn af tysk ibentræ anvendt til møbler.

## Reference
1. ↑  Salmonsens konversationsleksikon, bind 17, side 324

| Træ | Spire Denne artikel om træer er en spire som bør udbygges. Du er velkommen til at hjælpe Wikipedia ved at udvide den. |